# Olympische Winterspiele 1976/Ski Alpin
Bei den XII. Olympischen Spielen 1976 in Innsbruck fanden sechs Wettbewerbe im Alpinen Skisport statt. Austragungsorte waren der Patscherkofel und die Axamer Lizum. Die drei Erstplatzierten in der Abfahrt, im Riesenslalom und im Slalom erhielten nebst den Olympiamedaillen auch Weltmeisterschaftsmedaillen, da diese Wettbewerbe gleichzeitig als 24. Alpine Skiweltmeisterschaften gewertet wurden. In der Alpinen Kombination wurden nur WM-Medaillen verliehen.

## Olympische Bilanz

### Medaillenspiegel
| Platz | Land               | Gold | Silber | Bronze | Gesamt |
| ----- | ------------------ | ---- | ------ | ------ | ------ |
| 1     | BR Deutschland     | 2    | 1      | –      | 3      |
| 2     | Italien            | 1    | 2      | 1      | 4      |
| 3     | Schweiz            | 1    | 2      | –      | 3      |
| 4     | Österreich         | 1    | 1      | –      | 2      |
| 5     | Kanada             | 1    | –      | –      | 1      |
| 6     | Liechtenstein      | –    | –      | 2      | 2      |
| 7     | Frankreich         | –    | –      | 1      | 1      |
| 7     | Schweden           | –    | –      | 1      | 1      |
| 7     | Vereinigte Staaten | –    | –      | 1      | 1      |

### Medaillengewinner
| Konkurrenz   | Gold          | Silber         | Bronze           |
| ------------ | ------------- | -------------- | ---------------- |
| Abfahrt      | Franz Klammer | Bernhard Russi | Herbert Plank    |
| Riesenslalom | Heini Hemmi   | Ernst Good     | Ingemar Stenmark |
| Slalom       | Piero Gros    | Gustav Thöni   | Willi Frommelt   |

| Konkurrenz   | Gold             | Silber             | Bronze            |
| ------------ | ---------------- | ------------------ | ----------------- |
| Abfahrt      | Rosi Mittermaier | Brigitte Totschnig | Cindy Nelson      |
| Riesenslalom | Kathy Kreiner    | Rosi Mittermaier   | Danièle Debernard |
| Slalom       | Rosi Mittermaier | Claudia Giordani   | Hanni Wenzel      |

## Ergebnisse Männer

### Abfahrt
| Platz | Land | Sportler           | Zeit (min) |
| ----- | ---- | ------------------ | ---------- |
| 1     | AUT  | Franz Klammer      | 1:45,73    |
| 2     | SUI  | Bernhard Russi     | 1:46,06    |
| 3     | ITA  | Herbert Plank      | 1:46,59    |
| 4     | SUI  | Philippe Roux      | 1:46,69    |
| 5     | CAN  | Ken Read           | 1:46,83    |
| 6     | USA  | Andy Mill          | 1:47,06    |
| 7     | SUI  | Walter Tresch      | 1:47,29    |
| 8     | CAN  | Dave Irwin         | 1:47,41    |
| 9     | AUT  | Josef Walcher      | 1:47,45    |
| 10    | CAN  | Jim Hunter         | 1:47,52    |
|       |      |                    |            |
| 12    | SUI  | René Berthod       | 1:47,89    |
| 15    | FRG  | Peter Fischer      | 1:48,18    |
| 17    | FRG  | Sepp Ferstl        | 1:48,41    |
| 19    | AUT  | Klaus Eberhard     | 1:48,45    |
| 21    | LIE  | Paul Frommelt      | 1:48,92    |
| 22    | FRG  | Michael Veith      | 1:49,02    |
| 28    | LIE  | Andreas Wenzel     | 1:50,08    |
| 29    | FRG  | Wolfgang Junginger | 1:50,48    |

Datum: 5. Februar, 12:30 Uhr

Piste: „Patscherkofel“

Start: 1950 m, Ziel: 1080 m

Höhendifferenz: 870 m, Streckenlänge: 3020 m

Tore: 26
74 Teilnehmer, davon 66 in der Wertung. Ausgeschieden u. a.: Anton Steiner (AUT).

### Riesenslalom
| Platz | Land | Sportler             | Zeit (min) |
| ----- | ---- | -------------------- | ---------- |
| 1     | SUI  | Heini Hemmi          | 3:26,97    |
| 2     | SUI  | Ernst Good           | 3:27,17    |
| 3     | SWE  | Ingemar Stenmark     | 3:27,41    |
| 4     | ITA  | Gustav Thöni         | 3:27,67    |
| 5     | USA  | Phil Mahre           | 3:28,20    |
| 6     | SUI  | Engelhard Pargätzi   | 3:28,76    |
| 7     | ITA  | Fausto Radici        | 3:30,09    |
| 8     | ITA  | Franco Bieler        | 3:30,24    |
| 9     | USA  | Greg Jones           | 3:31,77    |
| 10    | FRG  | Albert Burger        | 3:32,68    |
|       |      |                      |            |
| 14    | AUT  | Hansi Hinterseer     | 3:33,80    |
| 17    | LIE  | Willi Frommelt       | 3:35,71    |
| 19    | FRG  | Wolfgang Junginger   | 3:36,02    |
| 20    | LIE  | Andreas Wenzel       | 3:36,25    |
| 28    | FRG  | Sepp Ferstl          | 3:41,52    |
| 30    | FRG  | Christian Neureuther | 3:44,02    |

1. Lauf: 9. Februar, 12:30 Uhr

Piste: „Hoadl-Mittelstation“, Axamer Lizum

Start: 1990 m, Ziel: 1540 m

Höhendifferenz: 450 m, Streckenlänge: 1525 m

Tore: 63
2. Lauf: 10. Februar, 12:30 Uhr

Piste: „Birgitzköpfl“, Axamer Lizum

Start: 2035 m, Ziel: 1610 m

Höhendifferenz: 425 m, Streckenlänge: 1200 m

Tore: 73
96 Teilnehmer, davon 52 in der Wertung. Ausgeschieden u. a.: Paul Frommelt (LIE), Piero Gros (ITA), Nr. 12 Erik Håker (NOR), Nr. 10 Thomas Hauser (AUT), Nr. 13 Franz Klammer (AUT), Nr. 33 Alois Morgenstern (AUT), Ken Read (CAN), Walter Tresch (SUI).

### Slalom
| Platz | Land | Sportler                  | Zeit (min) |
| ----- | ---- | ------------------------- | ---------- |
| 1     | ITA  | Piero Gros                | 2:03,29    |
| 2     | ITA  | Gustav Thöni              | 2:03,73    |
| 3     | LIE  | Willi Frommelt            | 2:04,28    |
| 4     | SUI  | Walter Tresch             | 2:05,26    |
| 5     | FRG  | Christian Neureuther      | 2:06,56    |
| 6     | FRG  | Wolfgang Junginger        | 2:07,08    |
| 7     | AUT  | Alois Morgenstern         | 2:07,18    |
| 8     | SUI  | Peter Lüscher             | 2:08,10    |
| 9     | ESP  | Francisco Fernández Ochoa | 2:08,35    |
| 10    | LIE  | Andreas Wenzel            | 2:08,73    |
|       |      |                           |            |
| 15    | FRG  | Albert Burger             | 2:10,31    |
| 20    | FRG  | Sepp Ferstl               | 2:14,34    |
| 22    | AUT  | Anton Steiner             | 2:14,90    |

Datum: 14. Februar, 10:00 Uhr

Piste: „Birgitzköpfl“, Axamer Lizum

Start: 1830 m, Ziel: 1610 m

Höhendifferenz: 220 m, Streckenlänge: 520 m

Tore: 62 (1. Lauf), 65 (2. Lauf)
93 Teilnehmer, davon 38 in der Wertung. Ausgeschieden u. a.: Ernst Good (SUI), Heini Hemmi (SUI), Nr. 13 Hansi Hinterseer (AUT) (er musste nach wenigen Toren wegen einer am Vortag im Training erlittenen Verletzung aufgeben), Bojan Križaj (YUG), Fausto Radici (ITA), Ken Read (CAN), Ingemar Stenmark (SWE).

## Ergebnisse Frauen

### Abfahrt
| Platz | Land | Sportlerin            | Zeit (min) |
| ----- | ---- | --------------------- | ---------- |
| 1     | FRG  | Rosi Mittermaier      | 1:46,16    |
| 2     | AUT  | Brigitte Totschnig    | 1:46,68    |
| 3     | USA  | Cindy Nelson          | 1:47,50    |
| 4     | AUT  | Nicola Spieß          | 1:47,71    |
| 5     | FRA  | Danièle Debernard     | 1:48,48    |
| 6     | FRA  | Jacqueline Rouvier    | 1:48,58    |
| 7     | SUI  | Bernadette Zurbriggen | 1:48,62    |
| 8     | SUI  | Marlies Oberholzer    | 1:48,68    |
| 9     | AUT  | Monika Kaserer        | 1:48,81    |
| 10    | FRG  | Irene Epple           | 1:48,91    |
|       |      |                       |            |
| 12    | AUT  | Irmgard Lukasser      | 1:49,18    |
| 13    | FRG  | Evi Mittermaier       | 1:49,23    |
| 18    | SUI  | Doris De Agostini     | 1:50,46    |
| 23    | FRG  | Maria Epple           | 1:51,41    |
| 24    | LIE  | Ursula Konzett        | 1:51,53    |

Datum: 8. Februar, 12:30 Uhr

Piste: „Hoadl“, Axamer Lizum

Start: 2310 m, Ziel: 1610 m

Höhendifferenz: 700 m, Streckenlänge: 2515 m

Tore: 23
38 Teilnehmerinnen, alle in der Wertung.

### Riesenslalom
| Platz | Land | Sportlerin         | Zeit (min) |
| ----- | ---- | ------------------ | ---------- |
| 1     | CAN  | Kathy Kreiner      | 1:29,13    |
| 2     | FRG  | Rosi Mittermaier   | 1:29,25    |
| 3     | FRA  | Danièle Debernard  | 1:29,95    |
| 4     | SUI  | Lise-Marie Morerod | 1:30,40    |
| 5     | SUI  | Marie-Theres Nadig | 1:30,44    |
| 6     | AUT  | Monika Kaserer     | 1:30,49    |
| 7     | ITA  | Wilma Gatta        | 1:30,51    |
| 8     | FRG  | Evi Mittermaier    | 1:30,64    |
| 9     | TCH  | Dagmar Kuzmanová   | 1:30,69    |
| 10    | FRA  | Jacqueline Rouvier | 1:30,79    |
|       |      |                    |            |
| 15    | FRG  | Irene Epple        | 1:31,46    |
| 16    | AUT  | Brigitte Totschnig | 1:31,48    |
| 18    | LIE  | Ursula Konzett     | 1:31,59    |
| 19    | AUT  | Regina Sackl       | 1:31,78    |
| 20    | LIE  | Hanni Wenzel       | 1:31,83    |
| 24    | FRG  | Maria Epple        | 1:33,02    |
| 26    | SUI  | Marlies Oberholzer | 1:34,09    |
| 29    | AUT  | Irmgard Lukasser   | 1:35,38    |

Datum: 13. Februar, 12:30 Uhr

Piste: „Birgitzköpfl“, Axamer Lizum

Start: 1925 m, Ziel: 1610 m

Höhendifferenz: 385 m, Streckenlänge: 1225 m

Tore: 49
45 Teilnehmerinnen, davon 43 in der Wertung. Ausgeschieden: Wanda Bieler (ITA), Bernadette Zurbriggen (SUI).
Mittermaier war bei der Zwischenzeit mit 58,41 s klar vor Kreiner (58,95 s) voran gelegen, doch beherrschte die Kanadierin im unteren Teil den fast ständig nach links abfallenden Hang besser und schneller.

### Slalom
| Platz | Land | Sportlerin            | Zeit (min) |
| ----- | ---- | --------------------- | ---------- |
| 1     | FRG  | Rosi Mittermaier      | 1:30,54    |
| 2     | ITA  | Claudia Giordani      | 1:30,87    |
| 3     | LIE  | Hanni Wenzel          | 1:32,20    |
| 4     | FRA  | Danièle Debernard     | 1:32,24    |
| 5     | FRG  | Pamela Behr           | 1:32,31    |
| 6     | USA  | Lindy Cochran         | 1:33,24    |
| 7     | FRG  | Christa Zechmeister   | 1:33,72    |
| 8     | ITA  | Wanda Bieler          | 1:35,66    |
| 9     | TCH  | Dagmar Kuzmanová      | 1:35,66    |
| 10    | USA  | Mary Seaton           | 1:35,87    |
| 11    | LIE  | Ursula Konzett        | 1:36,35    |
| 12    | SUI  | Bernadette Zurbriggen | 1:37,18    |

Datum: 11. Februar, 11:30 Uhr

Piste: „Birgitzköpfl“, Axamer Lizum

Start: 1785 m, Ziel: 1610 m

Höhendifferenz: 175 m, Streckenlänge: 400 m

Tore: 51 (1. Lauf), 50 (2. Lauf)
40 Teilnehmerinnen, davon 19 in der Wertung. Ausgeschieden: Betsy Clifford (USA), Torill Fjeldstad (NOR), Michèle Jacot (FRA), Monika Kaserer (AUT), Kathy Kreiner (CAN), Lise-Marie Morerod (SUI), Marie-Theres Nadig (SUI), Regina Sackl (AUT), Fabienne Serrat (FRA), Brigitte Totschnig (AUT); Aufgegeben wegen Erkrankung: Nr. 35 Nicola Spieß (AUT) (nach Rang 24 im 1. Lauf).

## Weltmeisterschaften

### Kombination (Männer)
| Platz | Land | Sportler                  | Punkte |
| ----- | ---- | ------------------------- | ------ |
| 1     | ITA  | Gustav Thöni              | 24,62  |
| 2     | LIE  | Willi Frommelt            | 48,97  |
| 3     | USA  | Greg Jones                | 65,84  |
| 4     | FRG  | Wolfgang Junginger        | 70,63  |
| 5     | LIE  | Andreas Wenzel            | 75,85  |
| 6     | ESP  | Francisco Fernández Ochoa | 90,09  |

Für den Kombinationsbewerb wurden keine Olympiamedaillen vergeben, sondern nur WM-Medaillen. Die Positionen wurden nach einem Punktesystem aus den Ergebnissen der Abfahrt, des Riesenslaloms und des Slaloms ermittelt.

### Kombination (Frauen)
| Platz | Land | Sportlerin        | Punkte |
| ----- | ---- | ----------------- | ------ |
| 1     | FRG  | Rosi Mittermaier  | 00,84  |
| 2     | FRA  | Danièle Debernard | 29,22  |
| 3     | LIE  | Hanni Wenzel      | 46,00  |
| 4     | USA  | Cindy Nelson      | 66,28  |
| 5     | LIE  | Ursula Konzett    | 81,13  |
| 6     | TCH  | Dagmar Kuzmanová  | 89,74  |

Für den Kombinationsbewerb wurden keine Olympiamedaillen vergeben, sondern nur WM-Medaillen. Die Positionen wurden nach einem Punktesystem aus den Ergebnissen der Abfahrt, des Riesenslaloms und des Slaloms ermittelt.

### Teamnominierungen
Bei den Teamnominierungen, die größtenteils nach dem Wochenende 24./25. Januar vorgenommen worden waren, fiel auf, dass beim DSV sieben Damen und sechs Herren ausgewählt wurden und Albert Frank und Hansjörg Schlager keine Anerkennung gefunden hatten. Beim Schweizer Team hatte René Berthod den Vorzug vor seinem Bruder Martin erhalten. Italiens Alpinchef Mario Cotelli verzichtete auf den diese Saison groß herausgekommenen Torläufer Bruno Nöckler, weil dieser nur in Gruppe drei starten konnte. Der ÖSV entschied sich für 8 Herren und 6 Damen, doch brachte der Damenslalom von Kranjska Gora eine Änderung im Damenkader, denn die dort auf Rang 3 gefahrene Regina Sackl wurde Marlies Mathis vorgezogen.